# 3715-ös mellékút (Magyarország)
A 3715-ös számú mellékút egy közel 6,5 kilométeres hosszúságú, négy számjegyű mellékút Borsod-Abaúj-Zemplén vármegyében, a Zempléni-hegységben.

## Nyomvonala
A 3713-as útból ágazik ki, annak a 6+100-as kilométerszelvénye közelében, északkeleti irányban, közvetlenül Hernádcéce, Arka és Vizsoly hármashatára mellett. Kezdőpontja mindhárom település lakott területétől több kilométernyi távolságra esik és valójában mindhármat el is kerüli. Hernádcécét ennél jobban nem is érinti, a másik két település határvonalát követi az első szakaszán, majd mintegy 300 méter után keresztezi a Szerencs–Hidasnémeti-vasútvonal vágányait, utána pedig teljesen vizsolyi területre lép. Nagyjából 400 méter megtételét követően kiágazik belőle a 37 306-os számú mellékút, mely a vasút Korlát-Vizsoly megállóhelyét szolgálja ki, de ezt leszámítva vizsolyi szakasza is végig külterületek közt vezet.
2,1 kilométer után átlép Korlát határai közé; e község lakott területének szélét 2,5 kilométer megtétele után éri el, s ott a Kossuth utca nevet veszi fel. A település központjában több kisebb irányváltása van, de fő iránya változatlanul az északkeleti marad, így is lép ki a belterületről, nagyjából 3,8 kilométer megtételét követően. 4,7 kilométer után éri el Fony határszélét, egy darabig a határvonalat kíséri, de kevéssel az ötödik kilométerét elhagyva már teljesen fonyi határok közé ér. Utolsó fél kilométeres szakaszán Fony házai között húzódik, Rákóczi utca néven, s a falu nyugati széle közelében ér véget, beletorkollva a 3716-os útba, annak a 4+650-es kilométerszelvénye közelében.
Teljes hossza, az országos közutak térképes nyilvántartását szolgáló kira.kozut.hu adatbázisa szerint 6,479 kilométer.

## Települések az út mentén
- (Hernádcéce)
- (Arka)
- (Vizsoly)
- Korlát
- Fony